# クフラ県
クフラ県（クフラけん、アラビア語: الكفرة、Al Kufra）は、リビア最大の県。県都はクフラ盆地のオアシスのひとつ、ジャウフで、かなりの規模の石油精製施設が近くにある。レオ・アフリカヌスは15世紀後期、アウジーラからキャラバンが訪れるベルドアという土地にオアシスがあると記しているが、これは現在のジャウフもしくはタイセルボである可能性が高い。
県名はアラビア語のカーフィル (Kafir) に由来する。アラブ人とオスマン帝国のいずれの支配下にも入らず、19世紀中葉にズワイヤのベドウィンが入植した程度である。最終的には1930年代にイタリアに併合された。
2007年の行政区画再編で、県北部の砂漠地帯がアル＝ワーハート県に移管された。

## 隣接する県
- アル・ワーハート県 - 北
- ワーディー・ゲディード県（エジプト） - 東
- 北部州（スーダン） - 南東
- 北ダルフール州（スーダン） - 南東
- エネディ州（チャド） - 南
- ボルク州（チャド） - 南
- ムルズク県 - 西
- ジュフラ県 - 北西

## オアシス
クフラ盆地の中心的なオアシス群に加えて、さらに4つのオアシス─レビアナ、ブゼマ、ワジ・ジゲン、タジルブ─が盆地北西に位置する。盆地の南東にはジャバル・アルカヌとジェベル・ウウェイナットのオアシス谷がある。

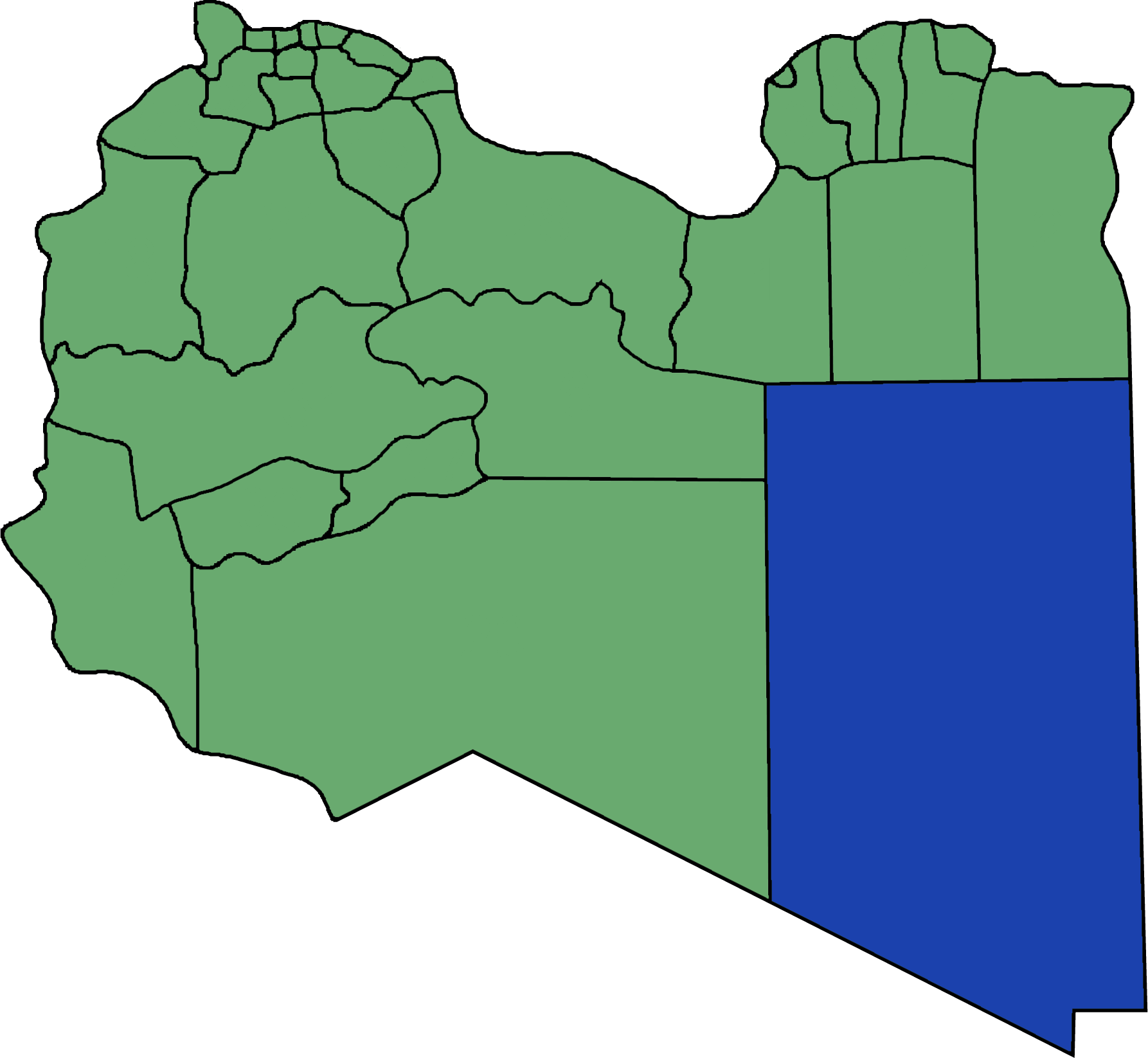
2001年から2007年の同県